# Steniodes gelliasalis
Steniodes gelliasalis là một loài bướm đêm trong họ Crambidae.